# Himalia Peak
Der Himalia Peak ist ein markanter und rund 650 m hoher Berg in den Ganymede Heights auf der Alexander-I.-Insel westlich der Antarktischen Halbinsel. Er ragt inmitten des Himalia Ridge auf.
Das UK Antarctic Place-Names Committee benannte ihn 2002 in Verbindung mit dem gleichnamigen Gebirgskamm nach dem Jupitermond Himalia.